# Kentarō Satō (Mangaka)
Kentarō Satō (japanisch 佐藤 健太郎 Satō Kentarō) ist ein japanischer Manga-Zeichner, bekannt für seine Werke im Genre Horror und Dark Fantasy. Zu seinen bekanntesten Serien zählen Magical Girl of the End und Magical Girl Site.

## Biografie
Kentarō Satō wurde am 1. Dezember 1986 in der Präfektur Osaka in Japan geboren. 
Im Juni 2012 startete Satō die Serie Magical Girl of the End im Magazin Bessatsu Shōnen Champion von Akita Shoten. Die Serie wurde 2017 abgeschlossen. Im Juli 2013 begann Satō mit der Veröffentlichung von Magical Girl Site im Online-Magazin beim gleichen Verlag. Die Serie wurde 2019 abgeschlossen. 2018 kam in Japan eine Verfilmung als Anime-Fernsehserie heraus.
Satō ist auch als Dōjinshi-Zeichner aktiv und nimmt regelmäßig am Comic Market teil, wo er eigene Werke vertreibt.

## Werke (Auswahl)
- Magical Girl of the End (魔法少女・オブ・ジ・エンド Mahō Shōjo obu ji Endo, 2012–2017, 16 Bände)
- Hakaijū VS Mahō Shōjo of the End VS Vs Earth (ハカイジュウ VS 魔法少女オブジエンド VS バーサスアース, 2013, mit Kazutomo Ichitomo, Yoshihiko Watanabe und Honda Shingo)
- Magical Girl Site (魔法少女サイト Mahō Shōjo Saito, 2013–2019, 16 Bände)
- Magical Girl Site Sept (2017–2019, 2 Bände)
- Fushi to Batsu (不死と罰, 2018–2019, 8 Bände)
- Bokura no Natsu ga Saketeiku (ぼくらの夏が裂けていく, seit 2023, 3 Bände, mit Arata Miyatsuki)

## Stil und Themen
Satōs Werke zeichnen sich durch düstere Themen und unkonventionelle Darstellungen von Magical-Girl-Elementen aus. In Magical Girl of the End stellt er Magical Girls als Zombies dar, während Magical Girl Site sich mit Themen wie Mobbing und Gewalt auseinandersetzt.

## Auszeichnungen
Im Jahr 2023 wurde Satō mit dem Licc Award in der Kategorie CREATE (Art) in der Nicht-professionellen Kategorie ausgezeichnet.